# Commodore 128
Commodore 128 – komputer domowy produkowany przez firmę Commodore International w latach 80. XX wieku; ostatni z 8-bitowych komputerów tej firmy, zaprezentowany na targach CES (Consumer Electronics Show) w Las Vegas, w styczniu 1985, równolegle z modelami C128D oraz CLCD. W Polsce komputery sprzedawał oficjalnie od czerwca 1988 roku Pewex, choć jeszcze długo przed premierą istniały sklepy handlujące C64, C116, C64, C16, Plus/4 i VIC20.

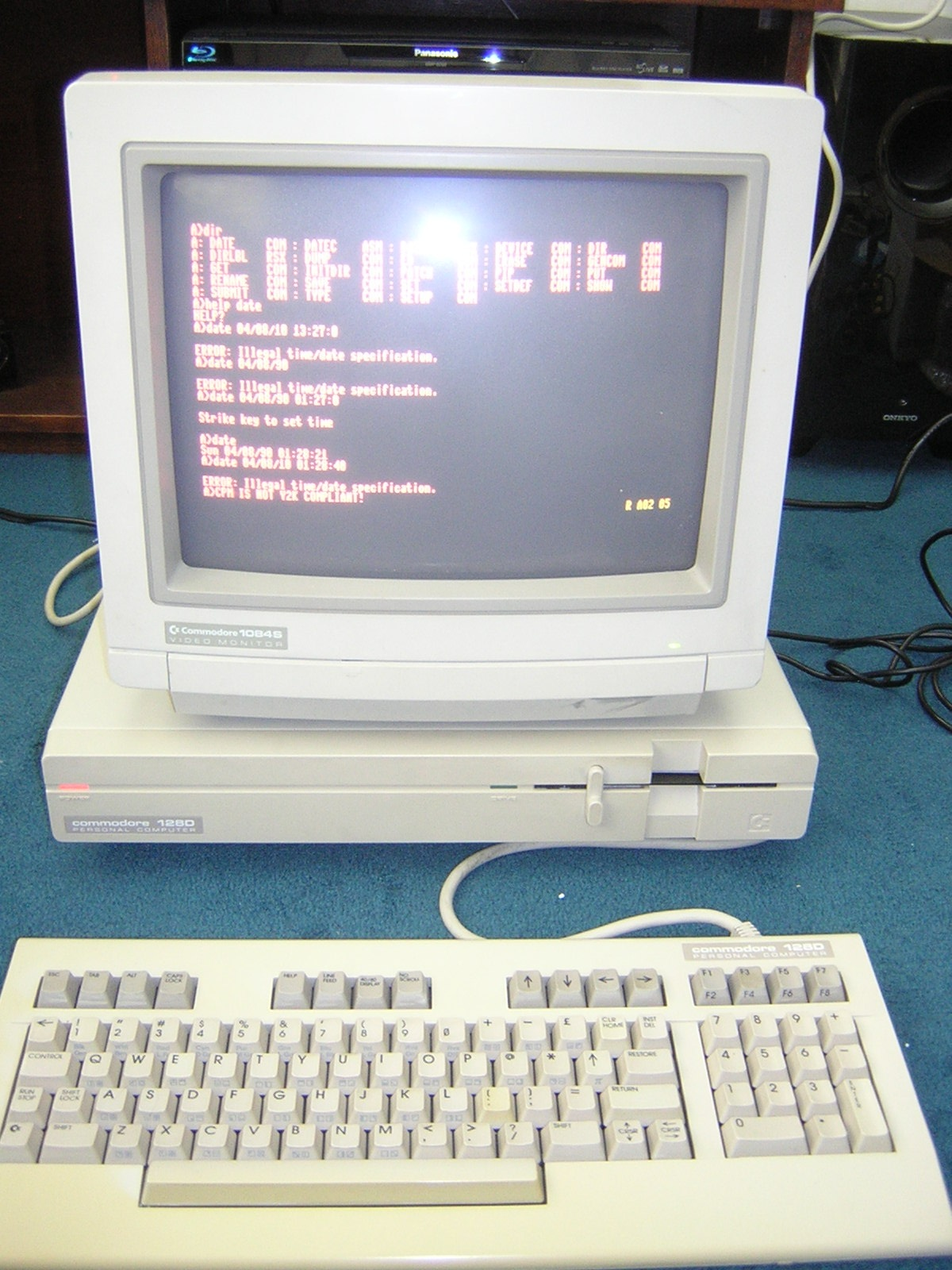
Commodore 128D

Komputer wyposażony był w dwa procesory – 8502 oraz Z80, czego skutkiem było udostępnienie użytkownikowi trzech trybów pracy. Commodore 128 mógł pracować w trybie „C128” lub „C64”, zaś drugi z zastosowanych procesorów umożliwiał korzystanie z systemu operacyjnego CP/M. Tryb „C128” był dostępny zaraz po włączeniu zasilania, a będąc w tym trybie wystarczyło wpisać polecenie w BASIC 7 „GO64” żeby uruchomił się tryb „C64” w 100% zgodny z oryginałem. Tryb ten był też dostępny od razu po włączeniu, jeśli podczas włączania lub resetu komputera był wciśnięty klawisz z logo Commodore. Aby można było korzystać z systemu CP/M należało załadować go do pamięci RAM z dołączonych dyskietek. Komputer ten otrzymał 128 kilobajtów pamięci operacyjnej (stąd jego oznaczenie liczbowe w nazwie) oraz 48 kilobajtów pamięci ROM.
W sprzedaży ukazały się trzy wersje Commodore 128: C128, C128D oraz C128DCR. Pierwsza z nich zawierała całość komputera w jednej obudowie (stacja dysków dołączana była jako odrębne urządzenie); wersja C128D wyposażona była w oddzieloną od głównej jednostki (zawierającej napęd dyskietek 5 1/4") klawiaturę. Obudowa w tej wersji była z plastiku, miała rączkę, dzięki której można było nosić komputer oraz w spodzie jednostki centralnej miejsce na klawiaturę. Wersja C128DCR różni się od C128D tym, że główna część obudowy jest z metalu i nie ma już miejsca na zamontowanie klawiatury oraz rączki do przenoszenia. Stacje dyskietek 1570, 1571 i 1572 w trybie C64 pracowały z szybkością 3600 bit/sek, w trybie C128 – 15 000 bit/sek, zaś w trybie CP/M – 35 000 bit/sek.
Do Commodore 128 powstał specjalnie przygotowany system operacyjny GEOS 128, umożliwiający również obsługę trybu swojego poprzednika Commodore 64 (komputer po włączeniu domyślnie zgłaszał się do pracy w „trybie C128”).
Komputer pracował w trybie znakowym, wyświetlając 40 lub 80 kolumn tekstu. Sześć trybów graficznych C128 (160x200 przy 4 kolorach wybranych z palety 16, 320x200 przy dwóch kolorach z palety 16, 640x200 przy dwóch kolorach) korzystało z 9 kB pamięci obrazu.

## Specyfikacja
- Procesory:
  - MOS Technology 8502 @ 2 MHz (1 MHz w trybie Commodore 64 lub w trybie 40 kolumn)
  - Zilog Z80  @ 4 MHz (pracujący efektywnie 2 MHz, aby umożliwić VIC-II dostęp do szyny systemowej)
  - (C128D(CR)): MOS Technology 6502 dla zintegrowanego kontrolera stacji dysków
- MMU: MOS Technology 8722 Memory Management Unit zarządza wyborem procesora 8502/Z80; bankami ROM/RAM
- RAM: 128 KB system RAM, 2 KB 4-bit RAM dla kolorów VIC-II, 16 KB lub 64 KB video RAM dla VDC, do 512 KB przy rozszerzeniu RAM REU
- ROM: 72 KB
  - 28 KB BASIC 7.0
  - 4 KB monitor kodu maszynowego MLM
  - 8 KB C128 KERNAL
  - 4 KB edytor obrazu
  - 4 KB Z80 BIOS
  - 16 KB C64 ROM: ≈9 KB C64 BASIC 2.0 + ≈7 KB C64 KERNAL
  - 4 KB C64 (lub międzynarodowy) generator znaków
  - 4 KB C128 (lub narodowy) generator znaków
  - 32 KB Internal Function ROM (opcjonalnie: do zamontowania w podstawce na płycie głównej)
  - 32 KB External Function ROM (opcjonalnie: do zamontowania w porcie REU)
- Video:
  - MOS 8564/8566 VIC-II E (NTSC/PAL), tryb 40 kolumn wyjście composite video (pozwala używać telewizor zamiast monitora)
    - Tryb tekstowy: 40×25, 16 kolorów
    - Tryb graficzny: 160×200, 320×200 pikseli
    - 8 sprzętowych sprajtów
    - 2 KB dedykowanej 4-bitowej pamięci kolorów (w trybie 2 kolorów może być używana jako RAM wideo)

  - MOS 8563 VDC (lub w C128DCR, 8568), tryb 80 kolumn, cyfrowe wyjście RGBI, kompatybilny z monitorami IBM PC CGA; tryb monochromatyczny możliwy na monitorach z wejściem kompozytowym; można dołączyć telewizor z wejściem SCART lub do wejścia antenowego. Poprzez SCART można także w telewizorze uzyskać tryb kolorowy.
    - Tryb tekstowy: programowalny, fabrycznie 80×25 lub 80x50, paleta 16 kolorów RGBI (niezależna od VIC-II)
    - Tryb graficzny: programowalny, fabrycznie 320x200, 640×200 pikseli oraz 640×400 (z przeplotem)
    - 16 KB dedykowanej pamięci graficznej RAM (64 KB w C128DCR, w C128/C128D może zostać rozszerzona do 64 KB), dostęp tylko przez procesor
    - Ograniczona funkcjonalność blittera
- Dźwięk:
  - MOS 6581 SID (lub w C128DCR, MOS 8580 SID)
    - 3 kanały, Generator obwiedni ADSR
    - 4 rodzaje generowanych fal (trójkątna, piłokształtna, prostokątna, szum, możliwość ich nakładania na siebie w celu wygenerowania bardziej skomplikowanych kształtów fal)
    - jeden uniwersalny programowalny filtr (mogący działać jako dolno-, górno-, środkowozaporowy/-przepustowy)
    - 3 modulatory kołowe
- Porty wejścia/wyjścia I/O:
  - Wszystkie znane z Commodore 64, kompatybilne w 100 procentach oraz:
  - „Burst mode” na porcie szeregowym
  - Expansion port ma więcej możliwości programowania
  - Wyjście wideo RGBI – złącze (DE9), logicznie podobne do złącza CGA, z dodanym monochromatycznym wyjściem kompozytowym. Aby poprawnie działać, niektóre monitory CGA wymagały odłączenia pinu nr 7.
  - Wejście klawiatury zewnętrznej (DB25) (tylko w C128D(CR))